# Diplocentria perplexa
Diplocentria perplexa är en spindelart som först beskrevs av Chamberlin och Ivie 1939.  Diplocentria perplexa ingår i släktet Diplocentria och familjen täckvävarspindlar. Inga underarter finns listade i Catalogue of Life.